# ژان-فرانسوا استونن
ژان-فرانسوا استونن (فرانسوی: Jean-François Stévenin‎؛ زادهٔ ۲۳ آوریل ۱۹۴۴) بازیگر، کارگردان، و فیلم‌نامه‌نویس اهل فرانسه است.
از فیلم‌ها یا برنامه‌های تلویزیونی که وی در آن نقش داشته‌است، می‌توان به فرار به سوی پیروزی و ناپلئون اشاره کرد.